# Эрсан, Луи
Луи Эрса́н (фр. Louis Hersent; 10 марта 1777, Париж — 2 октября 1860, там же) — французский художник и гравер, супруг художницы Луизы Эрсан.

## Биография
Ученик Ж.-Б. Реньо, вначале держался направления Л. Давида и Жироде и брал темы для своих картин из греческой мифологии, но вскоре сделался более самостоятельным и стал изображать частью исторически-бытовые, частью идиллические и романтические сюжеты, а впоследствии занялся преимущественно портретной живописью, которая доставила ему значительную, но непродолжительную известность. С 1822 года был членом Института и с 1824 года в продолжение многих лет профессором парижского училища изящных искусств. Среди его известных учеников — Луи Жаден и Поль Жозеф Шенавар.
Похоронен на кладбище Пер-Лашез (32 участок).

## Творчество
Картины Эрсана отличаются ясностью и оживлённостью композиции, правдивостью экспрессии и прекрасным рисунком, но страдают холодностью колорита и сухостью кисти.

## Галерея

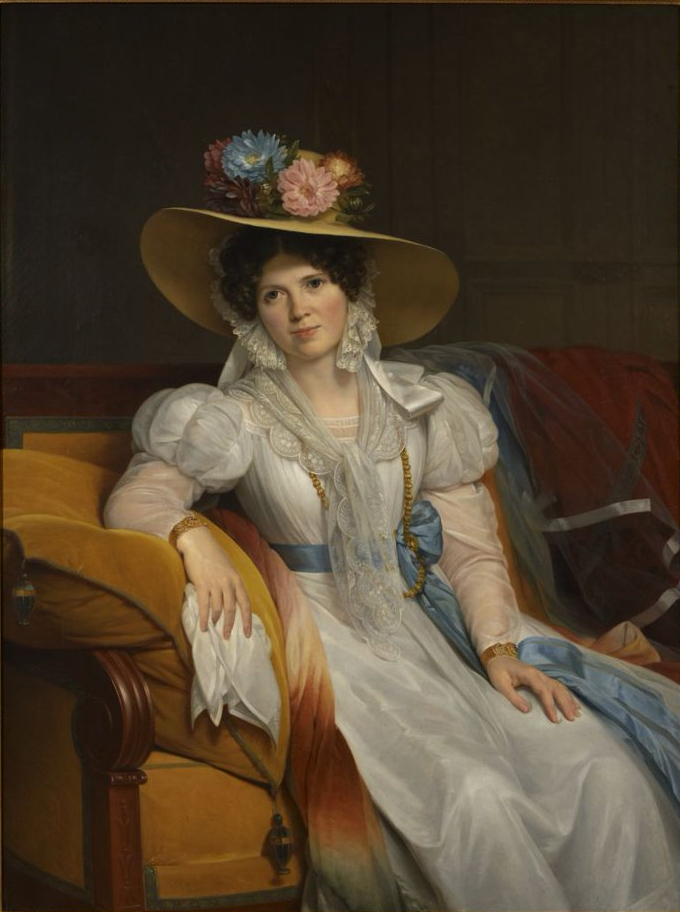
Портрет Паулины Перье
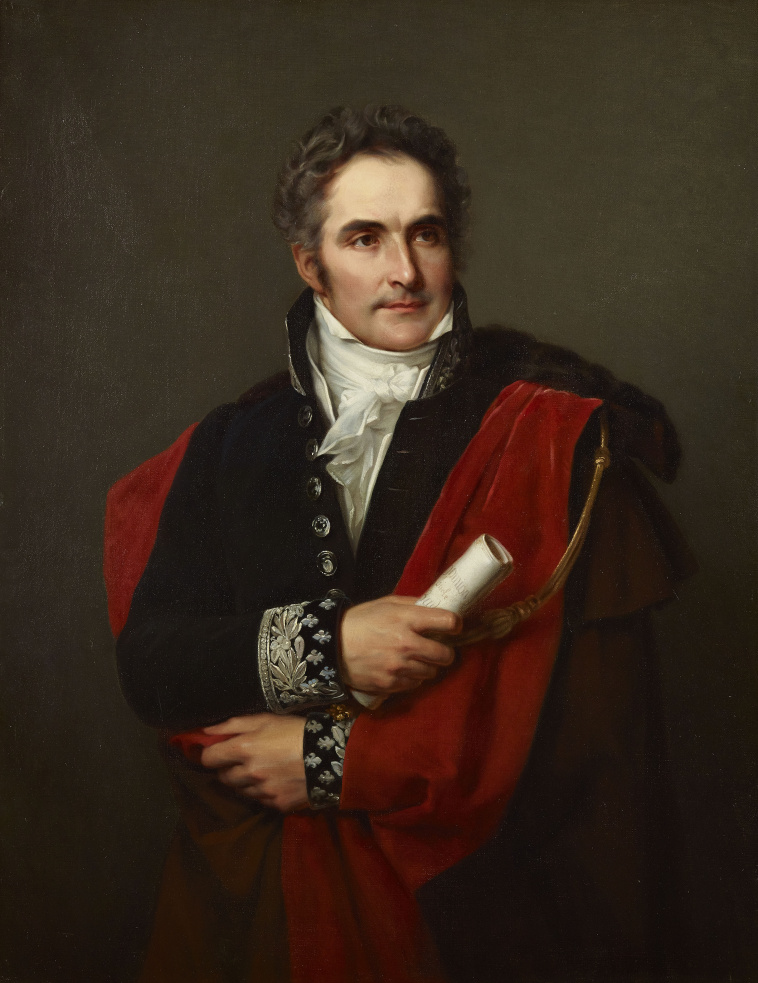
Портрет Казимира Перье
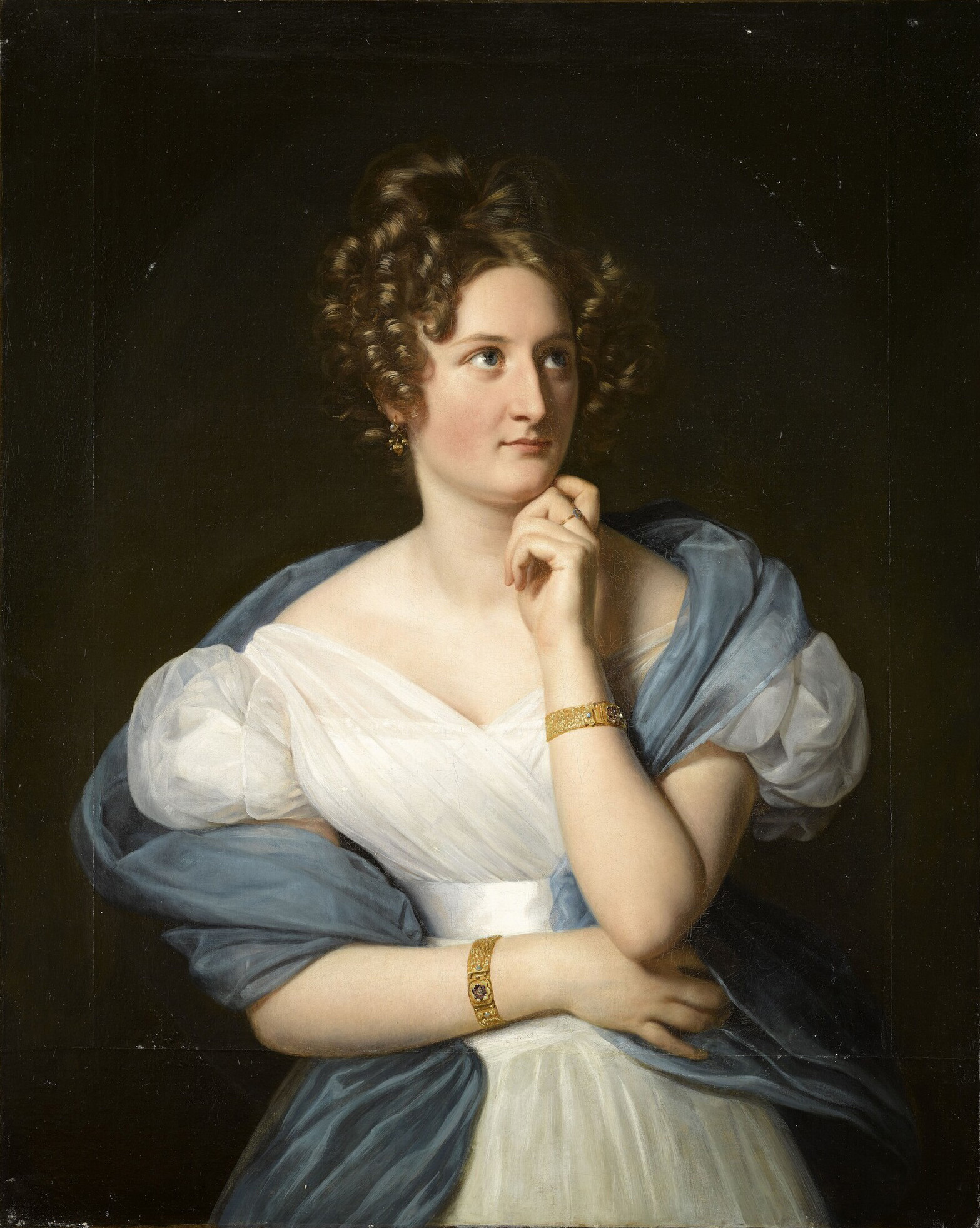
Портрет Дельфины де Жирарден
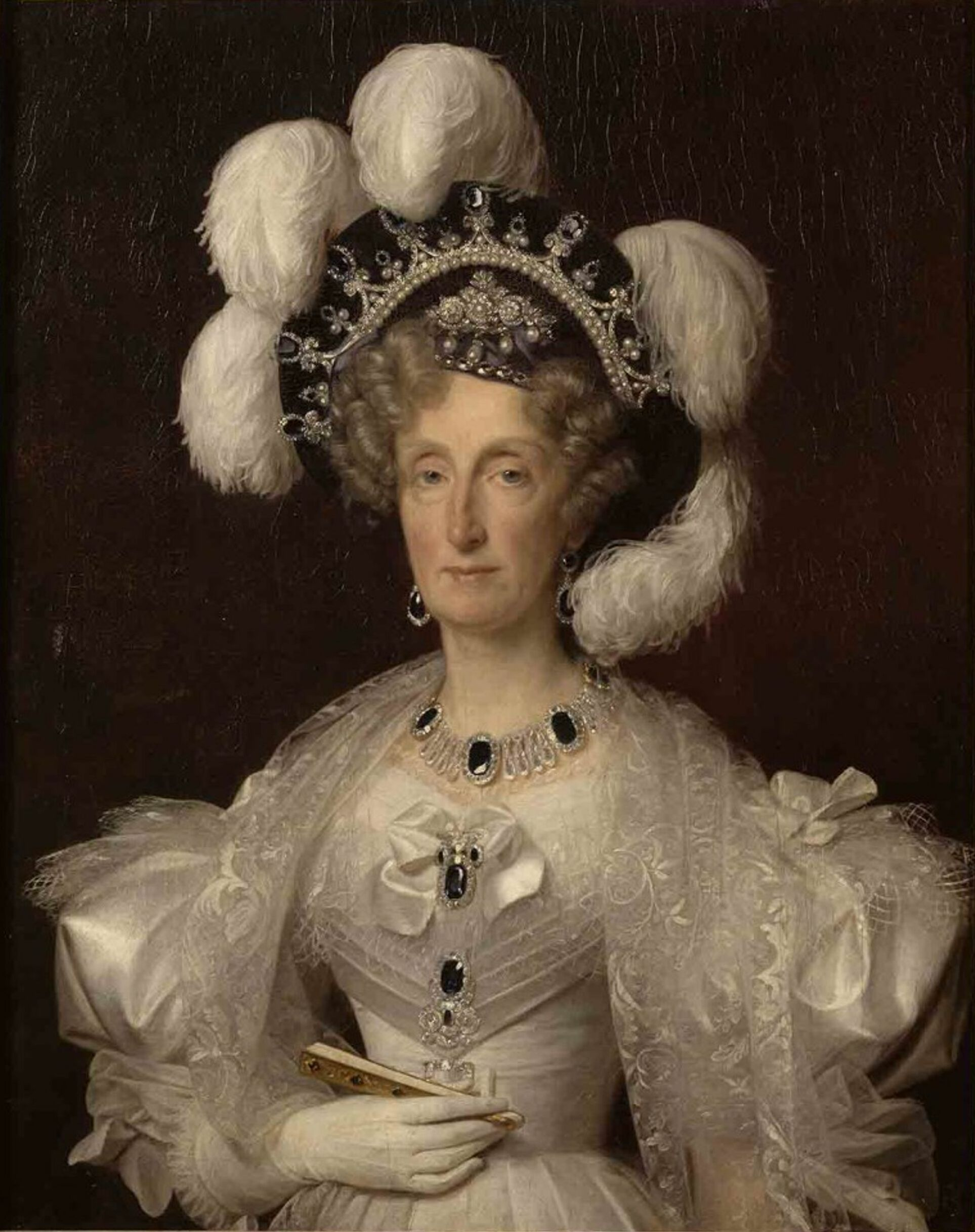
Портрет французской королевы Марии-Амалии Неаполитанской.
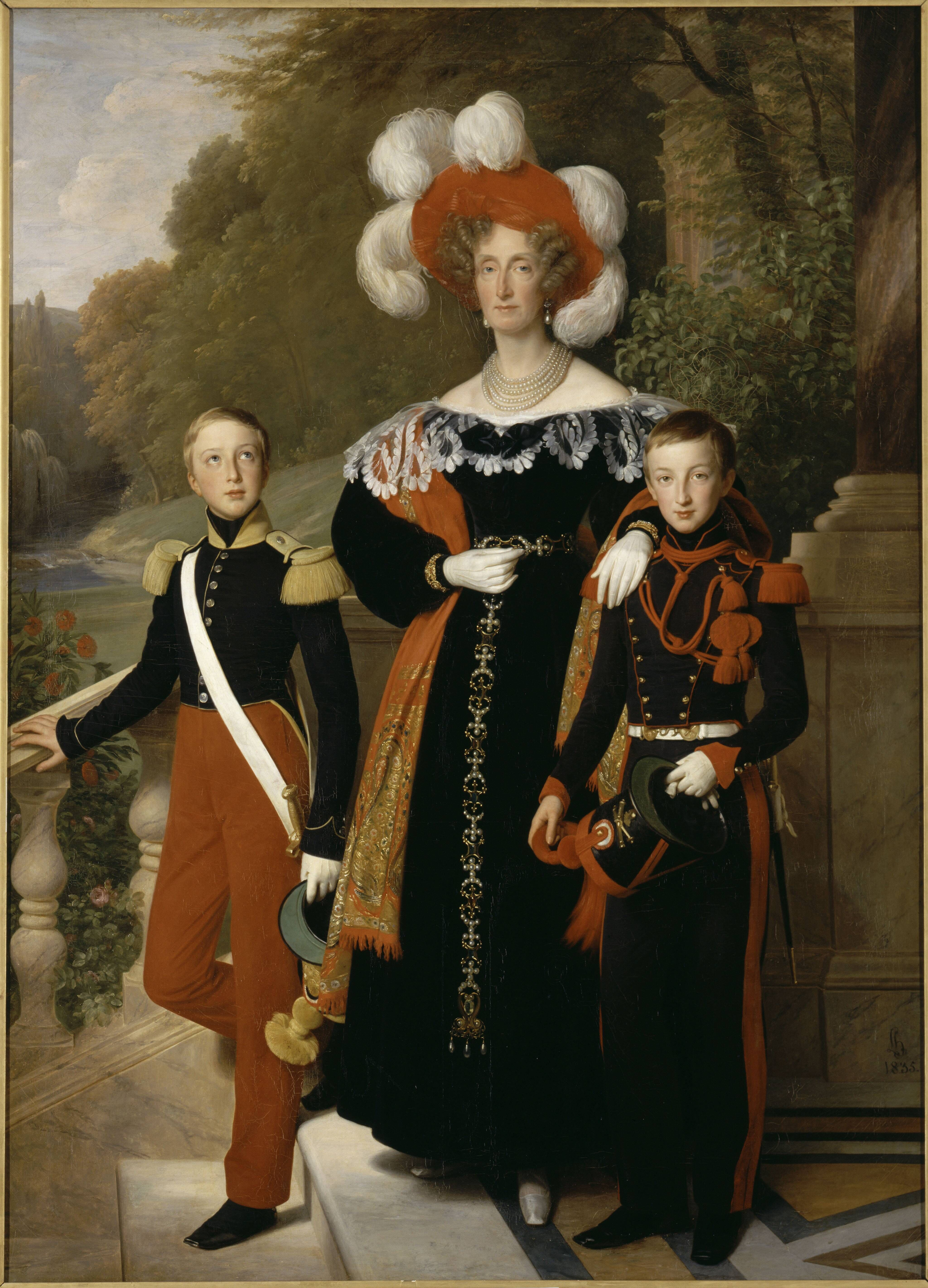
Портрет французской королевы Марии Амалии Неаполитанской и её сыновей Генриха и Антуана, Версаль (1835)
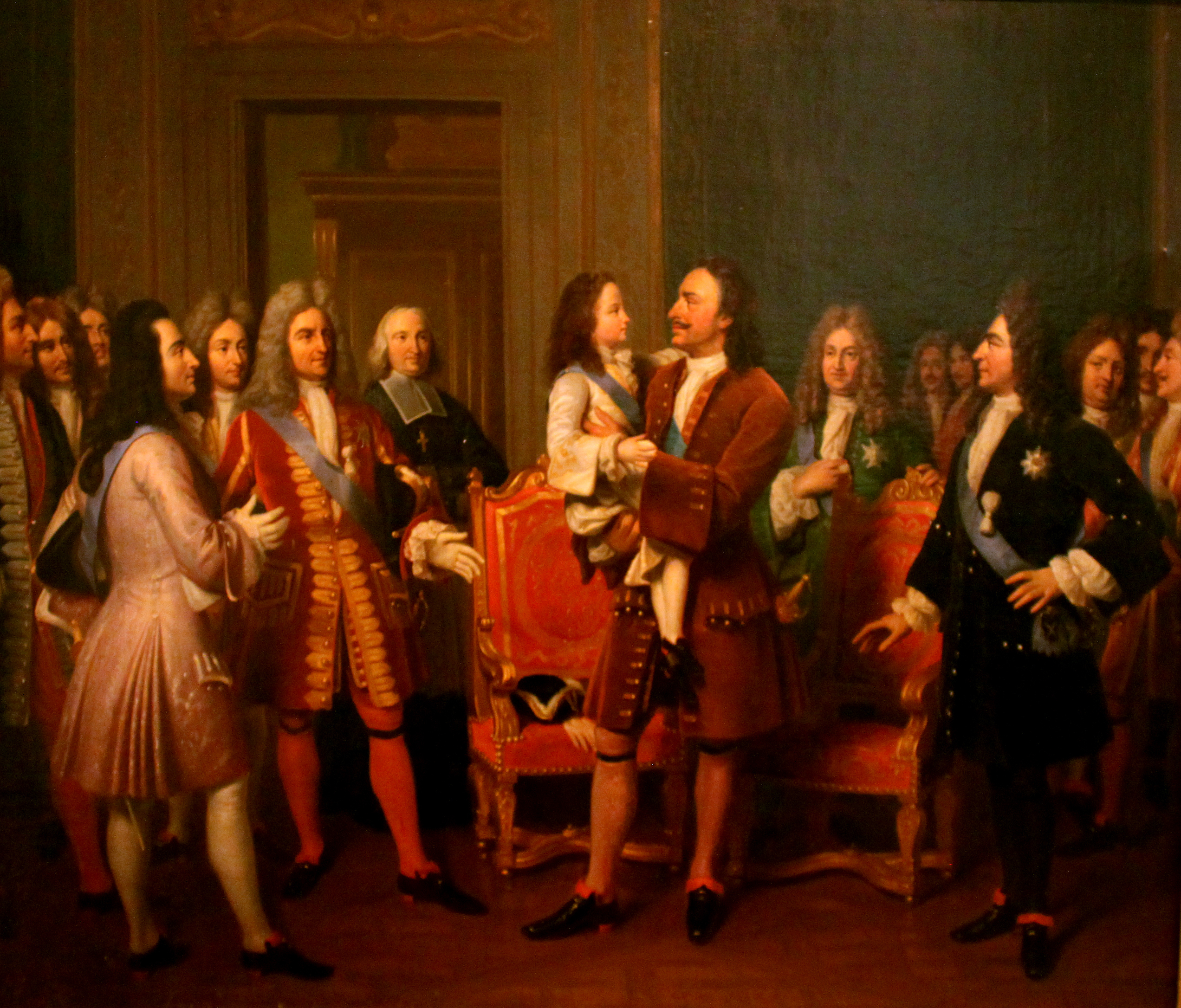
Пётр I и Людовик XV. Национальный музей искусств Азербайджана, Баку
Фенелон приводит к крестьянину корову, отнятую у него неприятелем. Национальный музей Швеции, Стокгольм (1810)

## Награды
- Офицер ордена Почетного легиона, 1825.